# Bunuri mobile din domeniul etnografie clasate în patrimoniul cultural național al României aflate în județul Brăila
Acestă listă conține bunurile mobile din domeniul etnografie clasate în Patrimoniul cultural național al României aflate la momentul clasării în județul Brăila.

## Tezaur
| Foto | Informații generale            | Detalii tehnice                     | Descriere                         | Deținător              | Legături |
| ---- | ------------------------------ | ----------------------------------- | --------------------------------- | ---------------------- | -------- |
|      | Covor Autor: Maxy, Hermann-Max | Datare: 1926 Material: lână; bumbac | Porțiuni din beteală deteriorate. | Muzeul Brăilei, Brăila | Cimec    |
|      | Covor Autor: Maxy, Hermann-Max | Datare: 1926 Material: lână; bumbac |                                   | Muzeul Brăilei, Brăila | Cimec    |
|      | Covor Autor: Maxy, Hermann-Max | Datare: 1926 Material: lână; bumbac |                                   | Muzeul Brăilei, Brăila | Cimec    |